# Szpagietkowate
Szpagietkowate (Moringuidae) – rodzina morskich ryb z rzędu węgorzokształtnych (Anguilliformes), określanych czasami jako węgorze-spaghetti z powodu długiego, sznurkowatego ciała. Nie mają znaczenia gospodarczego.

## Rozmieszczenie i środowisko
Tropikalne wody przybrzeżne Oceanu Indyjskiego i Spokojnego oraz zachodniego Atlantyku, rzadko spotykane w wodach słodkich.

## Cechy morfologiczne
Ciało średnio (u Neoconger) lub silnie (u Moringua) wydłużone, nitkowate, cylindryczne, bez łusek, żółtawo ubarwione, o długości nie przekraczającej 40 cm u większości gatunków. Tylko indopacyficzne Moringua ferruginea i Moringua javanica osiągają ponad 1 m długości. Oczy małe, ledwo dostrzegalne pod osłoną skóry. Otwory skrzelowe bardzo małe, położone nisko. Pysk bardzo mały. Zęby bardzo drobne ułożone w jednym rzędzie na szczęce, żuchwie i na lemieszu. Podstawa płetwy grzbietowej leży w pobliżu lub za połową długości ciała. Płetwy piersiowe obecne, a grzbietowa i odbytowa, jeśli są to szczątkowe, słabo rozwinięte. Dymorfizm płciowy poza okresem rozrodu słabo uwidoczniony.

## Biologia i ekologia
Biologia rozrodu rodziny jest słabo poznana. Młode osobniki po przeobrażeniu znacząco różnią się od dorosłych, co znacznie utrudnia ich identyfikację. Szpagietkowate zagrzebują się w miękkim podłożu. Dokonują tego przodem ciała, w odróżnieniu od żmijakowatych, które zagrzebują się przy pomocy ogona.

## Klasyfikacja
Rodzaje zaliczane do tej rodziny:
- Moringua Gray, 1831
- Neoconger Girard, 1858

Rodzajem typowym jest Moringua.